# Sombres Efforts
Albums de AqME
University of Nowhere
(1999) Polaroïds et Pornographie
(2004)
Sombres efforts est le premier album studio du groupe de rock alternatif français AqME, sorti en 2002.
Pour fêter les 15 ans de sortie de l'album en 2017, le groupe ressort une nouvelle version de Sombres efforts en format double CD : le premier CD comprenant l'album en version remastérisée, le second CD agrémenté des démos initiales de l'album dont 2 inédites jusqu'alors (T.N.T. et Sombres efforts).

## Liste des titres

### Édition originale
1. Superstar - 3:38
2. « Si » n’existe pas - 4:17
3. Le Rouge et le Noir - 3:08
4. Tout à un détail près - 4:43
5. Instable - 3:14
6. Une autre ligne - 2:56
7. Je suis - 4:17
8. Fin - 5:44
9. Sainte - 3:50
10. In Memoriam - 3:48
11. Délicate & Saine - 7:15

### Édition Deluxe 2 CD «15ème anniversaire»
CD1 — Album studio remasterisé
1. Superstar
2. « Si » n'existe pas
3. Le Rouge et le Noir
4. Tout à un détail près
5. Instable
6. Une autre ligne
7. Je suis
8. Fin
9. Sainte
10. In Memoriam
11. Délicate & saine

CD2 — Raretés
Maquettes SE#1
1. « Si » n'existe pas (version démo)
2. Délicate et saine (version démo)
3. Instable (version démo)
4. Une autre ligne (version démo)

Maquettes SE#2
1. Superstar (version démo)
2. Le Rouge et le Noir (version démo)
3. In Memoriam (version démo)
4. Je suis (version démo)

Inédits
1. Sombres efforts (version démo)
2. TNT (version démo instrumentale)

Version inédite
1. Tout à un détail près (version démo)

## Crédits
- Thomas Thirrion — chant
- Benjamin Rubin — guitare
- Charlotte Poiget— basse
- Étienne Sarthou — batterie